# Sebastian Kurz
Sebastian Kurz (Viena, 27 de agosto de 1986) es un político austríaco que se desempeñó como canciller de Austria desde enero de 2020 hasta octubre de 2021, y previamente desde diciembre de 2017 hasta mayo de 2019. Además, Kurz es el presidente del Partido Popular de Austria (ÖVP) desde mayo de 2017 y presidente del grupo parlamentario del ÖVP en el Consejo Nacional de Austria desde octubre de 2021.
Consta que Kurz puede hacer gala de un rapidísimo ascenso en su carrera política. Él comenzó a forjar su carrera política cuando entró en la organización juvenil del Partido Popular Austríaco (ÖVP), el Partido Popular de los Jóvenes (JVP), en 2003. Cinco años más tarde asumió su primera oficina política allí como presidente de la JVP para Viena. En 2009, fue elegido presidente federal del JVP.
En 2010, Kurz se postuló con éxito para el Consejo del Estado y Municipio de Viena y obtuvo así su primer puesto político como diputado regional. Tras una reorganización del primer gabinete de Faymann en 2011, Kurz fue nominado y nombrado Secretario de Estado del Ministerio del Interior para la Integración Social. Después de las elecciones legislativas de 2013, Kurz fue nombrado ministro de Asuntos Exteriores de Austria en el segundo gabinete de Werner Faymann y mantuvo esta posición hasta 2017. Como ministro de Asuntos Exteriores se jactaba de haber cerrado la ruta de los Balcanes a quienes buscaban asilo en la Unión Europea.
Tras la renuncia del vicecanciller Reinhold Mitterlehner como presidente del Partido Popular (ÖVP) en mayo de 2017, Kurz fue nombrado su sucesor. La retirada de Mitterlehner de la política y el nombramiento de Kurz como presidente del ÖVP llevaron al final del gabinete de Christian Kern y provocaron una elección legislativa en 2017; en el que Kurz participó como el principal candidato de su partido, ganando una tremenda popularidad con sus temas centrales de inmigración y política social. En última instancia, él y su partido lograron el primer lugar en la elección, recibiendo el 31,5% de los votos.
Como líder del partido más grande después de la elección, Kurz fue encargado de la formación de un nuevo gabinete por el presidente Alexander Van der Bellen y, posteriormente, formó una coalición con el Partido de la Libertad (FPÖ). Kurz asumió el cargo de canciller el 18 de diciembre de 2017 junto con su nuevo gabinete. Durante su cancillería, Kurz aprobó muchos cambios y reformas, pero sufrió múltiples escándalos. Tras el ‘caso Ibiza’ y el final de la coalición de mayoría ÖVP – FPÖ, Kurz fue destituido por el Consejo Nacional a través de una moción de censura el 27 de mayo de 2019. El presidente Van der Bellen lo reemplazó con Brigitte Bierlein el mes siguiente.
Tras obtener la victoria en elecciones anticipadas, Kurz regresó al poder en enero de 2020 en coalición con Los Verdes.
Como canciller, su estilo de gobierno fue considerado como activo y expedito por los partidarios, pero poco cooperativo y apresurado por los opositores. Actualmente, Kurz es el jefe de Gobierno más joven del mundo, también ocupó esa posición entre diciembre de 2017 y mayo de 2019.
El programa de su segunda coalición se vio rápidamente obstaculizado por la pandemia de COVID-19. Una investigación sobre el caso Ibiza por parte de un subcomité parlamentario, una investigación de corrupción en curso y varios otros escándalos dieron lugar a una fuerte disminución de su popularidad y aprobación de trabajo. El 9 de octubre de 2021, como consecuencia de una investigación de corrupción, Kurz anunció su renuncia y nominó a Alexander Schallenberg para sucederlo. Pocos días después, Kurz asumió como presidente del grupo parlamentario del ÖVP  en el Consejo Nacional.
El 2 de diciembre de 2021, Kurz comunicó su renuncia a todos sus cargos políticos. Luego de que Kurz anunciara su retiro de la política, Schallenberg  presentó su renuncia el mismo día, apuntando a la necesidad de reorganizar al ÖVP.

## Vida personal

### Ascendencia
Kurz nació en Viena, el único hijo de los católicos Josef y Elisabeth Kurz. Su padre es ingeniero y su madre es maestra de una escuela secundaria. Su abuela materna, Magdalena Müller, nacida en 1928, Temerin (Reino de los Serbios, Croatas y Eslovenos, actualmente Voivodina, Serbia), es una suaba del Danubio que tuvo que huir de su tierra natal durante la Segunda Guerra Mundial, ya que los partisanos yugoslavos y el Ejército Rojo comenzaron a ocupar el territorio que entonces formaba parte del Reino de Hungría, y se estableció en Zogelsdorf (Baja Austria, entonces parte del Tercer Reich).

### Temprana edad y educación
Kurz se crio en el distrito de Meidling de Viena, donde aún vive. Tomó su calificación de Matura (examen de acceso a la universidad tras el bachillerato) en 2004 en el GRG 12 Erlgasse y posteriormente completó el servicio militar obligatorio y luego comenzó a estudiar Derecho en la Universidad de Viena en 2005, pero más tarde abandonó para centrarse en su carrera política.
En su infancia Kurz pasaba las vacaciones en gran parte con sus abuelos en Zogelsdorf. En los años 1990 sus abuelos acogieron a una familia de refugiados de Yugoslavia en su granja cuando el niño Sebastian otra vez se vio confrontado con personas desplazadas y huidas.

### Vida privada
Kurz ha estado en una relación con Susanne Thier, licenciada en Formación Empresarial, desde el tiempo que pasaron juntos en la escuela. Kurz reside en Meidling, el distrito 12 de Viena. En julio de 2021, Kurz y Thier anunciaron que esperaban su primer hijo. El infante fue dado a luz en noviembre de 2021.

## Carrera política

### Rama juvenil
Kurz había sido miembro del Partido Popular de los Jóvenes (JVP) desde 2003 y fue patrocinado por Markus Figl. Desde 2008 hasta 2012, fue presidente de la JVP en Viena. En 2009, fue elegido presidente federal del JVP con el 99 por ciento de los delegados que votaron, y en 2012 fue reelegido con el 100 por ciento de los votos. En 2017, entregó el cargo de presidente federal al abogado Stefan Schnöll. De 2009 a 2016, también se desempeñó como vicepresidente del Partido Popular en Viena. Como presidente del JVP en Viena, dirigió la campaña juvenil para la elección estatal vienesa de 2010, que tenía el lema "Schwarz macht geil" (Negro hace cachondo). Además, dejó que un Geilomobil condujera a través de Viena.
De 2010 a 2011, fue miembro del Consejo del Estado y Municipio de Viena, donde se centró en la equidad generacional y en garantizar las pensiones, antes de ser nombrado Secretario de Estado para la Integración del Ministerio del Interior en junio de 2011, tras una reorganización de la primera Gabinete de Faymann. Después de las elecciones legislativas austriacas de 2013, en las que había ganado la mayoría de los votos directos de cualquier miembro en las elecciones, en poco tiempo se desempeñó como Miembro del Consejo Nacional. El 16 de diciembre de 2013, el mandato de Kurz como diputado finalizó y fue juramentado como el ministro de Asuntos Exteriores más joven en la historia de Austria por el presidente Heinz Fischer (a la edad de 27 años).

### Secretario de Estado
Kurz vio la inclusión de las religiones y el diálogo con las comunidades religiosas como importante para la integración. En los primeros meses en su calidad de Secretario de Estado, Kurz propuso varios cambios, como un segundo año obligatorio de jardín de infantes para niños con déficit de lenguaje. En 2011, la campaña conjunta "Zusammen: Österreich" (Juntos: Austria) fue creada por la Secretaría del Estado de Integración, junto con el Fondo de Integración de Austria y el Ministerio de Educación. La campaña proponía familiarizar a los inmigrantes con el paisaje y la cultura austriacos, así como para transmitir valores como la libertad religiosa y la democracia. Los llamados "Embajadores de Integración" fueron enviados a las escuelas para discutir la identificación de los migrantes con Austria.
Como Secretario de Estado de Integración, Kurz recibió un presupuesto anual de 15 millones de euros a partir de 2011. Esto se incrementó a 100 millones de euros en 2017. El aumento del presupuesto se produjo principalmente debido a una expansión a gran escala de los cursos de alemán junto con el Ministerio de Economía. Interior y el Ministerio de Trabajo, Asuntos Sociales y Protección del Consumidor.
En 2013, Kurz participó en la creación de un proyecto de enmienda a la Ley de ciudadanía.

### Ministro de Asuntos Exteriores

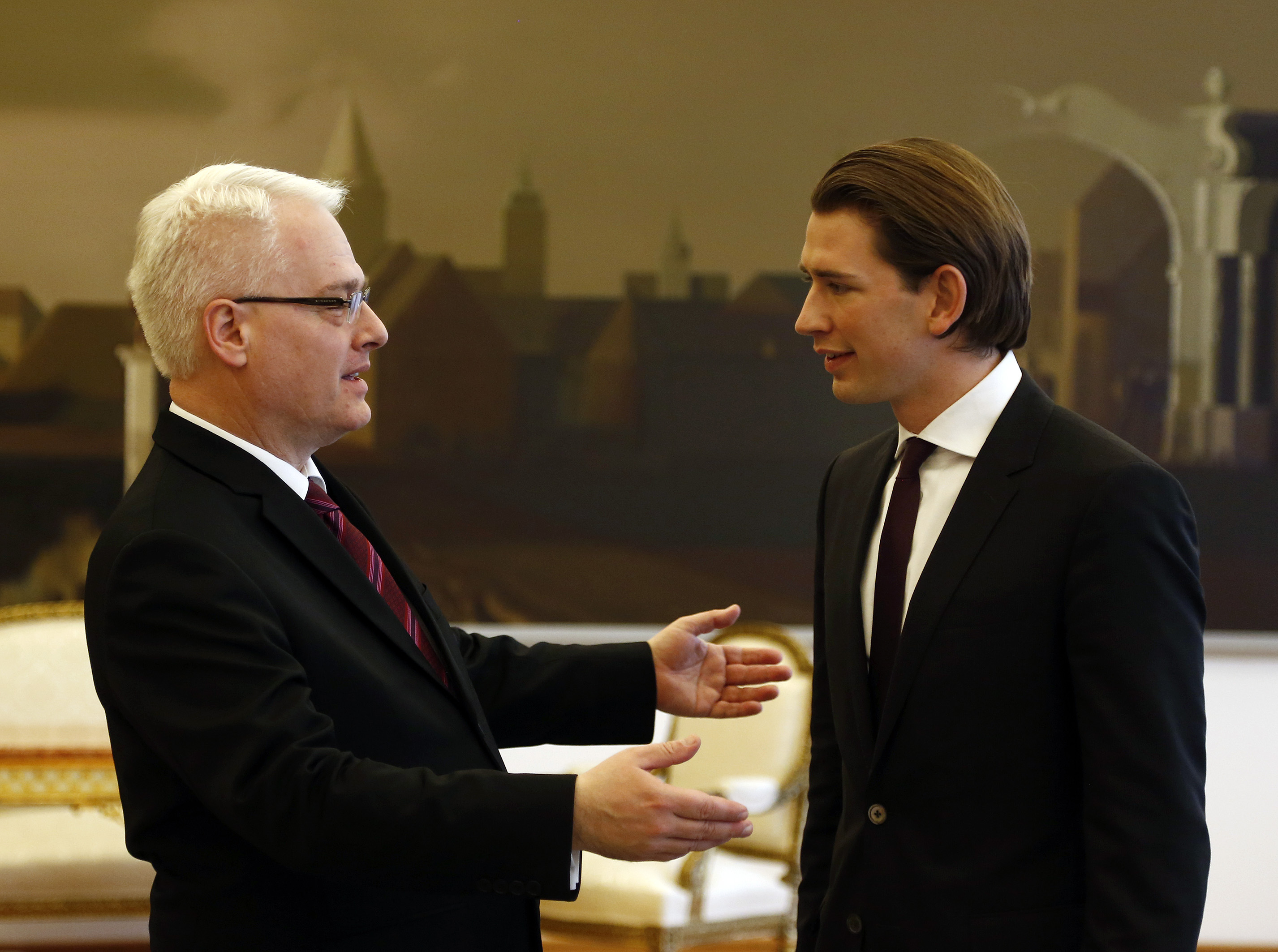
Kurz con Ivo Josipović en su primera visita al extranjero como ministro

Tras las elecciones legislativas de 2013, Kurz se hizo cargo del Ministerio de Asuntos Exteriores de Michael Spindelegger. En marzo de 2014, la jurisdicción de su ministerio se ha ampliado y, además, se le confirió asuntos de integración. Kurz señaló que las relaciones de los Balcanes occidentales eran una de sus principales prioridades, por lo que su primera visita al extranjero como ministro fue en Croacia. Las buenas relaciones con Israel han sido muy importantes para él "por razones históricas" y para una cooperación positiva con la comunidad judía en el campo de la integración.
Durante una visita a Belgrado el 26 de febrero de 2014, reafirmó el continuo apoyo de Austria a la adhesión de Serbia a la Unión Europea, también a los intereses económicos y políticos de Austria. Junto con el primer ministro serbio, Aleksandar Vučić, habló sobre el futuro de Bosnia y las relaciones entre Austria y Serbia en un contexto histórico.
En noviembre de 2014, presentó la campaña "#stolzdrauf", que debería haber alentado a las personas a mostrar su orgullo en las redes sociales en Austria. La campaña tenía como objetivo fortalecer la cohesión social, pero evolucionó hacia un debate polarizado. Especialmente Twitter ha sido afectado de comentarios críticos y sarcásticos. Los partidarios de la campaña han sido celebridades como la ex Miss Austria Amina Dagi o el músico Andreas Gabalier. También participaron en la campaña el presidente Heinz Fischer, Austrian Airlines, la comunidad judía y la comunidad religiosa islámica. Según un informe del Frankfurter Allgemeine Zeitung, el izquierdista se opuso especialmente al popular Andreas Gabalier, mientras que el derecho no quería reconocer a un portador de pañuelo ni a un "Tschuschn" (denominación peyorativa para migrantes de los Balcanes) como verdaderos austriacos. El movimiento identitario de la ultraderecha interrumpió la conferencia de prensa sobre la presentación de la campaña. También fue muy criticada la cantidad de dinero invertido en la promoción de la campaña por parte del Ministerio de Asuntos Exteriores, que ascendió a 326.029 y 120.000 euros en cinco a seis semanas, de los cuales el 55% se destinó a publicidad en el bulevar o periódicos gratuitos.
El 25 de febrero de 2015, se aprobó una enmienda a la ley del Islam en el Consejo Nacional. La enmienda ajustó la ley de 1912 y prohibió la financiación extranjera de las asociaciones islámicas y fue especialmente criticada por la comunidad musulmana. Incluía el derecho de los musulmanes a la atención pastoral en las Fuerzas Armadas, los centros de detención, los hospitales y los hogares de ancianos. Una traducción alemana del Corán que había sido exigida por Kurz no estaba contenida en la enmienda.

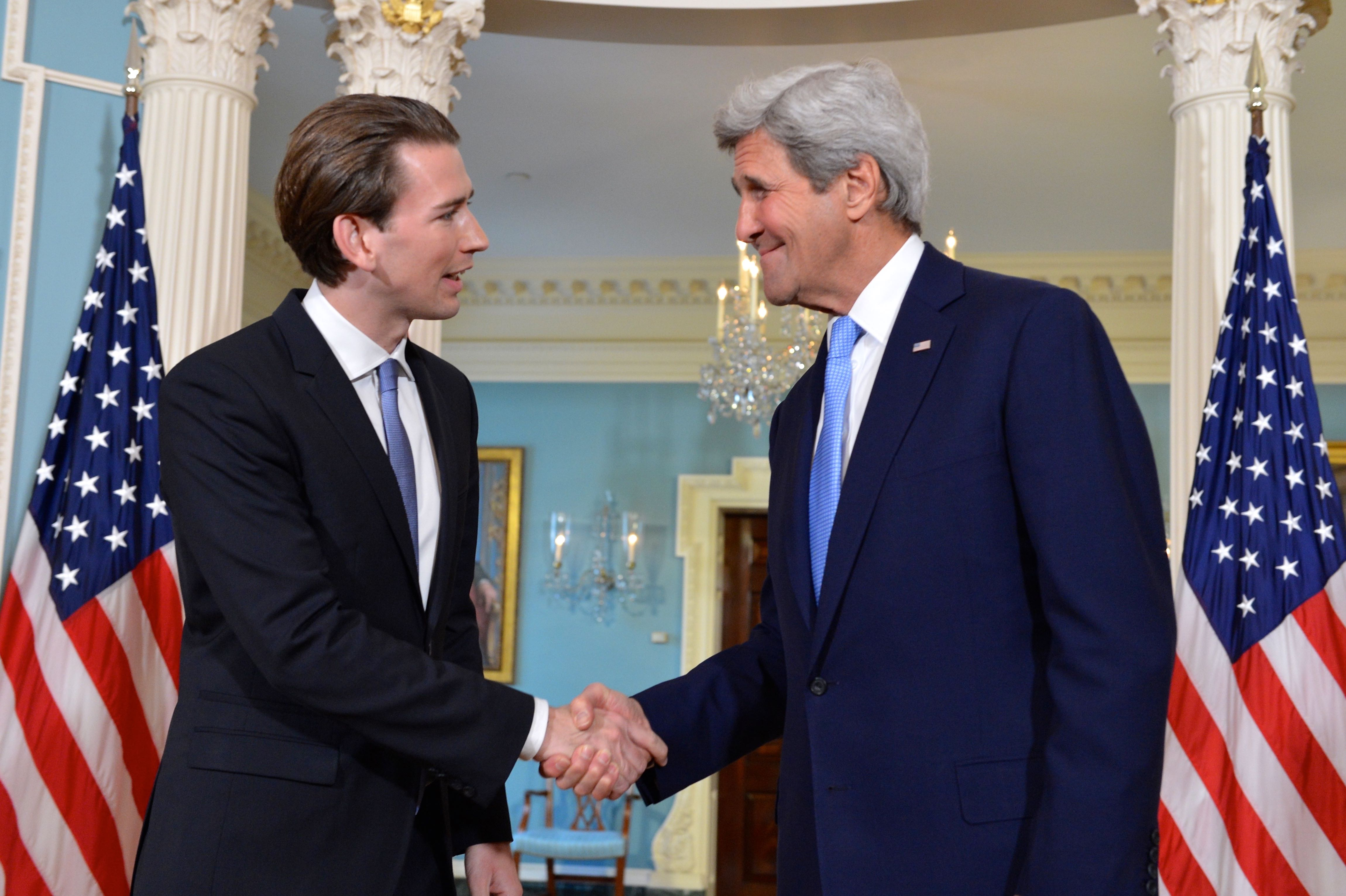
Kurz con el Secretario de Estado de los Estados Unidos John Kerry, 4 de abril de 2016

En junio de 2015, Kurz propuso ajustar el subsidio familiar para los ciudadanos de la UE que trabajan en Austria cuyos hijos viven en el país de origen al nivel de precios de su país. Además, los inmigrantes de otros estados de la UE deberían haber pagado primero al sistema de asistencia social austriaco durante algunos años antes de poder solicitar ayuda financiera en Austria. El SPÖ se opuso a los planes, pero declaró que el abuso del subsidio familiar debía controlarse mejor. El FPÖ dio la bienvenida a las propuestas. Los Verdes acusaron a Kurz y su partido de "asumir la política de odio del FPÖ".
A fines de junio de 2015, Kurz presentó sus planes para cerrar las embajadas de Austria en Malta, Letonia, Lituania y Estonia hasta el otoño de 2018. Al mismo tiempo, deberían abrirse nuevas embajadas en Bielorrusia, Moldavia, Georgia, Catar y Singapur. Sus planes también incluían otro Consulado General en China. Quería lograr ahorros financieros mediante la venta de bienes inmuebles que ya no se necesitaban y mediante la fusión de agencias representativas.
Tras el rechazo de la ciudad de Viena de encargar a Ednan Aslan un proyecto de investigación sobre jardines de infancia islámicos en 2014, el Ministerio de Integración encargó a Aslan en persona. El estudio preliminar, publicado a fines de 2015, llegó a la conclusión de que las tendencias salafistas estaban surgiendo y que la propagación de las ideologías islamistas era observable. Tras este alarmante estudio, la ciudad de Viena y el Ministerio de Integración acordaron realizar un estudio científico exhaustivo sobre este asunto. Además, la ciudad de Viena comenzó a revisar cada vez más estos jardines de infancia. En junio de 2017, Kurz exigió cerrar los jardines de infancia islámicos en general, ya que se habían aislado lingüística y culturalmente de la sociedad principal. Después de que el periódoco Falter acusó al departamento de Integración del Ministerio de haber cambiado "el contenido y no solo el formato" del estudio preliminar, surgió una controversia tangible. Aslan luego señaló que él apoyó el estudio publicado. La Universidad de Viena inició una revisión del estudio.
En enero de 2016, Kurz declaró en una entrevista con el diario Die Welt sobre la seguridad fronteriza en Austria: "Es comprensible que muchos políticos tengan miedo de las imágenes feas relacionadas con la seguridad fronteriza. Sin embargo, no podemos simplemente delegar este deber nuestro en Turquía, porque no queremos ensuciarnos las manos. No quedará sin imágenes feas." La última parte de la cita fue utilizada por el eurodiputado verde Michel Reimon como título de una foto del niño refugiado fallecido Aylan Kurdi y difundida en Facebook. Reimon también se refirió a Kurz como un cínico inhumano. Un portavoz de ÖVP lo describió como "despreciable que los Verdes exploten la muerte de este niño por la política partidista", Aylan fue asesinado en un momento "donde no había seguridad fronteriza, sino una política de falsas esperanzas".

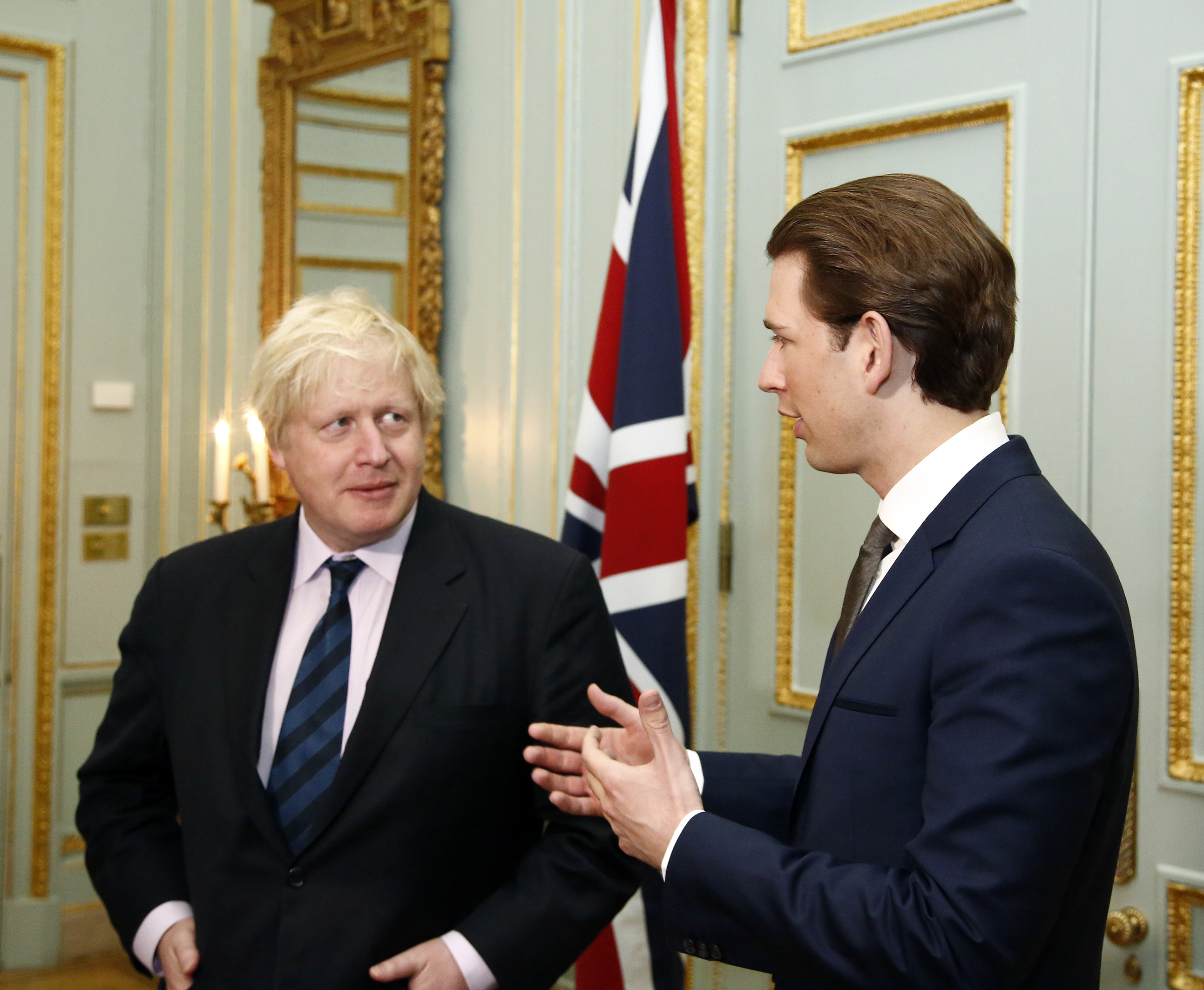
Kurz con el Secretario de Relaciones Exteriores de Gran Bretaña Boris Johnson, 20 de marzo de 2017

En febrero de 2016, Kurz asistió a la Conferencia de los Balcanes Occidentales en Viena, como representante de Austria, junto con la ministra del Interior Johanna Mikl-Leitner. La conferencia fue fuertemente criticada por la UE, pero el bloqueo resultante de la ruta de los Balcanes pronto fue oficialmente reconocido por la UE.
La ley de reconocimiento y evaluación presentada por el Ministerio de Integración se aprobó en julio de 2016. Con el fin de facilitar el reconocimiento de las calificaciones adquiridas en el extranjero y la transferencia de certificados educativos.
Durante las conmemoraciones y los desfiles militares para el final de la Segunda Guerra Mundial, Kurz visitó Bielorrusia el 5 de mayo de 2015, seguido de una visita a Moscú donde se reunió con el ministro de Relaciones Exteriores de Rusia, Serguéi Lavrov. Describió la anexión de Crimea y el apoyo de los separatistas del este de Ucrania como "contrarios al derecho internacional". Un ablandamiento de las sanciones de la UE no sería posible sin las mejoras locales previas de la situación y sin la implementación del acuerdo de Minsk II y que la paz solo se podría lograr "con Rusia y no contra ella". En junio de 2016, declaró que apoyaba las propuestas hechas anteriormente por el entonces ministro de Relaciones Exteriores de Alemania, Frank-Walter Steinmeier, para retirar gradualmente las sanciones a cambio de los pasos completados por Rusia en relación con el acuerdo de Minsk.
En noviembre de 2016, Kurz expresó su agradecimiento como representante del Partido Popular Europeo en una aparición de campaña del partido hermano de Macedonia VMRO-DPMNE por apoyar el cierre de la ruta de los Balcanes Occidentales. Lo que más tarde fue criticado como una ayuda de campaña indirecta. En lo que respecta a la crisis de refugiados, el Ministerio de Integración introdujo cursos de valores y orientación en todos los estados.
En marzo de 2017, Kurz criticó las acciones de rescate de las organizaciones de ayuda como "locura de las ONG", ya que esto daría lugar a que más refugiados murieran en el Mar Mediterráneo en lugar de menos. Kurz exigió en repetidas ocasiones que los refugiados rescatados en el mar Mediterráneo ya no fueran llevados a la parte continental de Italia, sino que regresaran a centros de refugiados fuera de Europa, según el modelo australiano para refugiados. Sus propósitos fueron apoyados por la agencia fronteriza de la UE, Frontex, pero con la oposición de organizaciones de ayuda.

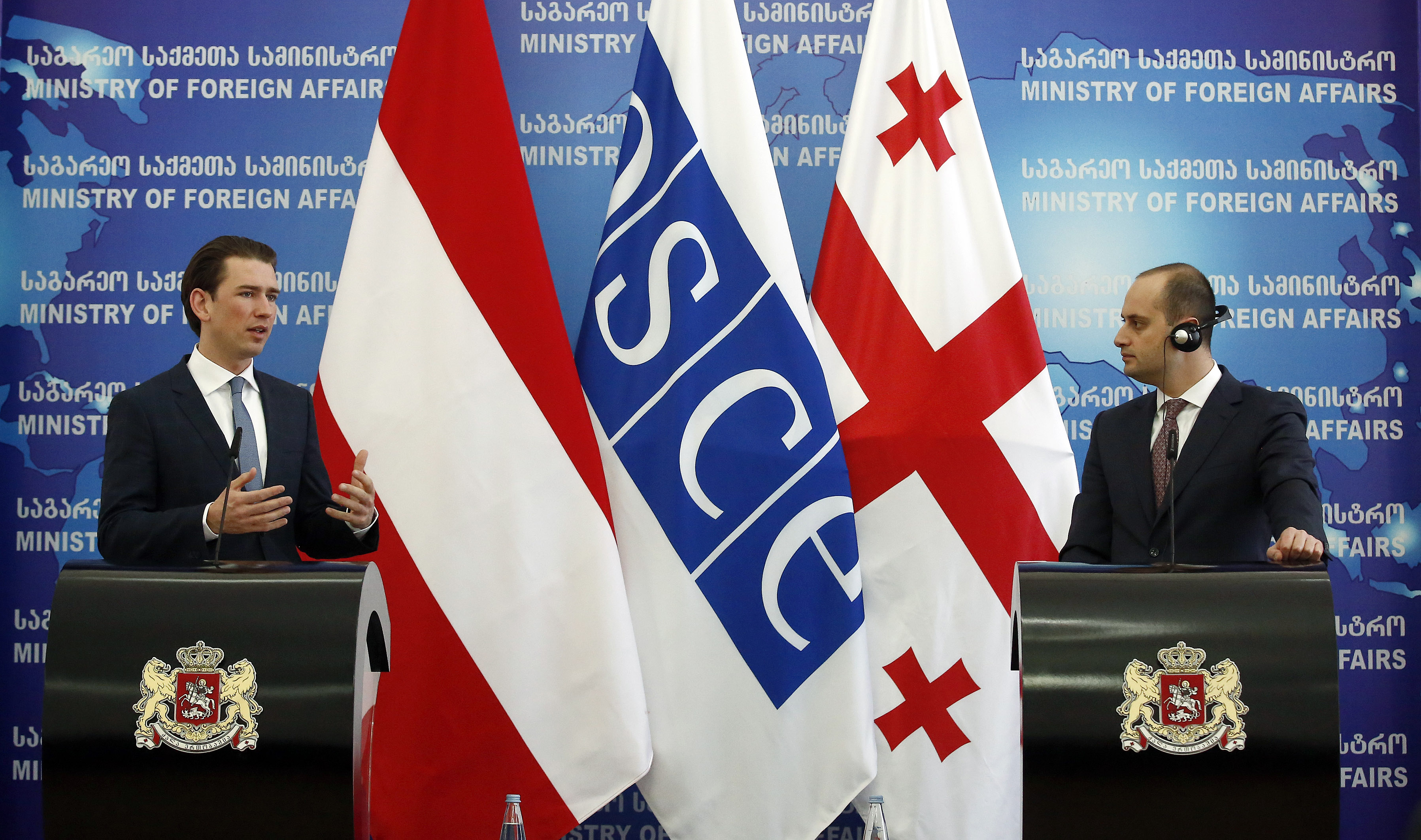
Kurz con el ministro de Relaciones Exteriores de Georgia Mikheil Janelidze en Tbilisi en febrero de 2017

En marzo de 2017, la Ley de Integración fue aprobada en el Consejo de Ministros y posteriormente promulgada por el Consejo Nacional en mayo de 2017. Contiene el derecho de asistir a cursos de alemán, obliga a participar en cursos de idiomas y valores y prohíbe la distribución del Corán en espacios públicos por salafistas. La prohibición de ofuscación total en espacios públicos estaba regulada en la Ley de protección de velo. La Ley de integración se complementó con una ley de año de integración de acuerdo con el borrador del gabinete. El trabajo caritativo obligatorio de los beneficiarios de la protección subsidiaria, las personas con derecho de asilo y los solicitantes de asilo con buenas posibilidades de reconocimiento se regula en la Ley del Año de la Integración y se denomina "capacitación laboral que es en interés del bien común". El trabajo de caridad puede durar hasta doce meses y lo llevan a cabo organizaciones de servicio comunitario. Los participantes del año de integración también reciben una "tarjeta de integración" que sirve como una especie de certificado.
En mayo de 2017, el embajador de la integración criticó la política de Kurz. Según una encuesta realizada por la revista de inmigrantes Bum Media, dos tercios de los embajadores para la integración no están de acuerdo con la política o los aspectos individuales de la política (especialmente la prohibición del velo en el público). El mismo medio declaró que de los 350 embajadores de la integración citados por el Ministerio de Asuntos Exteriores, solo 68 estaban en el sitio web.
En el mandato de Kurz como ministro de Asuntos Exteriores, se acordó aumentar los fondos para la cooperación bilateral para el desarrollo de unos 75 a unos 150 millones para 2021.
El acuerdo entre la UE y Turquía sobre la crisis de refugiados acordado en marzo, fue descrito como necesario por Kurz. Sin embargo, abogó por dejar a Turquía tan pocas tareas como sea posible, como regresar a los refugiados. Para salvaguardar la frontera de Schengen de la UE, Grecia debería tener más responsabilidad. Comprende que muchos políticos temen las "imágenes feas" sobre la seguridad fronteriza, pero no puede ser que la UE delegue esta tarea a Turquía porque no quieren "ensuciarse las manos". Kurz dijo que no irá sin "imágenes feas".
A fines de 2016, se anunció que el Ministerio de Asuntos Exteriores había cancelado la financiación de la revista Südwind, que se había publicado mensualmente desde 1979, para la asociación Südwind Entwicklungspolitik. Este movimiento causó críticas de varias partes, ya que puso en peligro la supervivencia de la revista. El representante del editor de la revista Südwind consideró el cese de la financiación "políticamente estúpido". Luego se lanzó una petición en Internet contra el rechazo de la financiación.
Kurz pronunció sus discursos anuales como ministro de Asuntos Exteriores ante la Asamblea General de las Naciones Unidas, respectivamente el Consejo de Seguridad de la ONU, y participó en la conferencia de revisión del Tratado sobre la no proliferación de las armas nucleares. Además, también expresó su apoyo a la desnuclearización y la protección de los cristianos perseguidos.

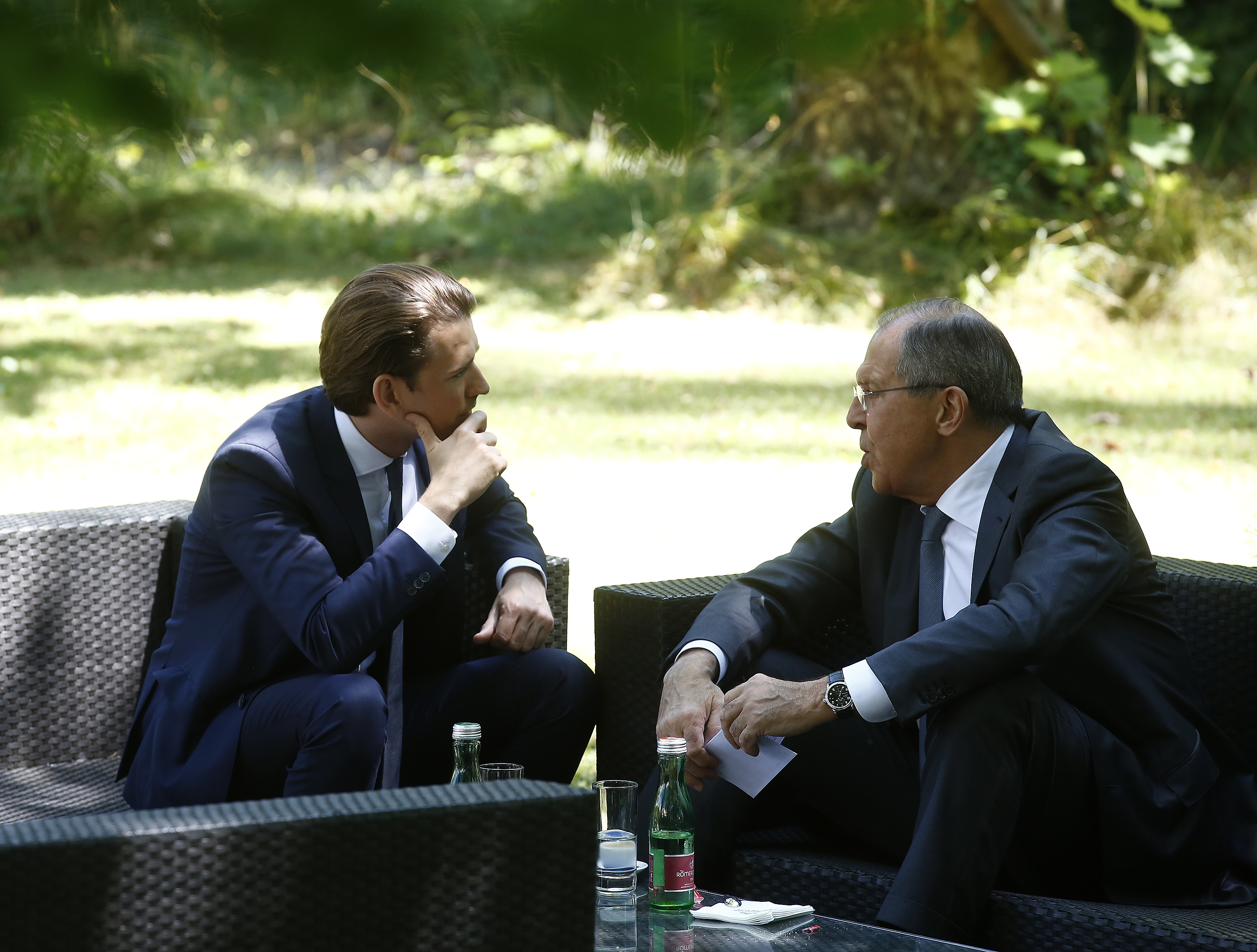
Kurz con Serguéi Lavrov en la cumbre OSCE en Mauerbach

Como ministro de Asuntos Exteriores de Austria, Kurz asumió la presidencia de la Organización para la Seguridad y la Cooperación en Europa (OSCE) en enero de 2017 durante un año. En los primeros días de su nuevo cargo visitó el disputado este de Ucrania. En cuanto a las sanciones de la UE contra Rusia, propuso un "sistema de act-on-act-act". Un levantamiento gradual de las sanciones a cambio del progreso en el conflicto de Ucrania podría desencadenar un "impulso positivo". Si bien la OSCE consideró que era un éxito que la misión de observación de la OSCE en el este de Ucrania pudiera extenderse, también hubo críticas sobre el establecimiento de la agenda de su incumbencia, que según Christian Nünlist se basó en parte en sus intereses políticos internos personales para Austria. Como Presidente de la OSCE, Kurz invitó a una Cumbre de la OSCE en Mauerbach el 11 de julio de 2017.
El 18 de diciembre de 2017, le entregó a Karin Kneissl, candidata del Ministerio de Asuntos Exteriores y del Partido de la Libertad.

### Presidencia del ÖVP
Ya durante la presidencia de Reinhold Mitterlehner, surgen muchos rumores bajo los medios de comunicación y el propio partido, especulando que sería más y más probable que Kurz se hiciera cargo del partido antes de las elecciones legislativas de 2017 y se presentara como el principal candidato de su partido en esa elección. En 2014, el diario Kurier ya especuló sobre una posible candidatura de Kurz para las próximas elecciones. El 10 de mayo de 2017, Mitterlehner anunció su renuncia como ministro, Vicecanciller y, en última instancia, como líder del partido. Tras la retirada de Mitterlehner de la política, la junta ejecutiva del partido nominó a Kurz como el nuevo presidente el 14 de mayo de ese año. Sin embargo, se negó a suceder a Mitterlehner como vicecanciller. Antes de su elección oficial a la presidencia, Kurz planteó siete requisitos a la junta ejecutiva que, en parte, ya habían sido acordados antes de su nombramiento, algunos incluso estaban consagrados por ley. Los cambios no aceptados oficialmente fueron una solicitud de los presidentes para que se les otorguen poderes de veto contra los nominados federales de las organizaciones estatales y para obtener la prerrogativa de designar nominados federales a su discreción. El periódico Falter informó que Kurz ya había "percibido" si los donantes corporativos apoyarían financieramente su campaña electoral antes de asumir la presidencia, ya que aparentemente varios millones de euros ya se habían prometido informalmente en donaciones.
El 1 de julio de 2017, Kurz fue elegido oficialmente presidente del ÖVP por el Bundesparteitag (conferencia del partido federal) con el 98,7 por ciento de los delegados y, por lo tanto, logró casi tanto como su predecesor Reinhold Mitterlehner, que obtuvo el 99,1 por ciento de los votos.

### Elección legislativa 2017
En las elecciones legislativas de 2017, el Partido Popular de Austria compitió bajo el alias de la lista de Sebastian Kurz: el nuevo Partido Popular, pero conservó la abreviatura ÖVP. Además de Kurz, otros nominados en la lista federal (Bundesliste) fueron Elisabeth Köstinger, Josef Moser, Gaby Schwarz, Efgani Dönmez, Maria Großbauer, Rudolf Taschner, Tanja Graf, Karl Mahrer y Kira Grünberg. La primera parte del programa electoral, titulado "New Justice & Responsibility" (Neue Gerechtigkeit & Verantwortung), se presentó el 4 de septiembre de 2017 y prometió recortes de impuestos, defendió los impuestos a los activos y las herencias y obtuvo una reducción de los ingresos mínimos obtenidos por Personas sin ciudadanía austriaca. Ya en junio de 2017, Kurz había anunciado que buscaría un alivio fiscal de entre 12 y 14 mil millones de euros anuales, compensado por los ahorros en la burocracia y los "servicios sociales mal orientados", que en particular afectarían el subsidio para niños y familias como así como el ingreso mínimo recibido por los extranjeros.
La segunda parte del programa, presentada nueve días después, comprendía economía, educación, investigación, cultura y medio ambiente. También pretendía reemplazar la asistencia escolar obligatoria por "educación obligatoria". Los niños "podrán leer y conocer los conceptos básicos de las matemáticas", de lo contrario, la asistencia obligatoria a la escuela se extenderá hasta la edad de 18 años. Además, habrá un segundo año de jardín de infantes obligatorio para los niños con un conocimiento insuficiente del idioma alemán. . Y las contribuciones al sistema de seguridad social se reducirán para las personas con ingresos más bajos.
El 27 de septiembre de 2017, Kurz presentó la tercera parte del programa electoral; "Orden y Seguridad". Toda persona que llegue ilegalmente será devuelta a su país de origen. Si alguien necesita protección, deberá estar alojado en un Centro de Protección dentro de un país tercero. También pidió un Punktesystem (sistema de puntuación) mejorado para los inmigrantes legales. Con respecto a las reformas gubernamentales, deseaba una separación de responsabilidades más claramente definida entre el gobierno federal y los gobiernos estatales y municipales. También pidió reformas estructurales dentro de la UE, la implementación del pacto de seguridad y castigos más duros por la violencia contra las mujeres y las incitaciones.

### Gobierno
Durante su cancillería, Kurz habilitó las 12 horas del día laboral, inició una fusión de todos los seguros sociales austriacos, abolió la prohibición de fumar, prohibió los velos de cara completa en la vía pública, enmendó el subsidio familiar para extranjeros europeos, estableció clases obligatorias de alemán y rechazó el Pacto Mundial sobre Migración.
En junio de 2018, se cerraron 7 mezquitas en Austria, "Las sociedades paralelas, el islam político y el extremismo no tienen cabida en Austria", ha justificado el canciller Sebastian Kurz. Heinz-Christian Strache avisó de que las medidas anunciadas "son solo el principio”.
En julio de 2018, su gobierno aprobó una ley de ampliación y flexibilización de la jornada laboral. El texto se percibe como "muy favorable a los empresarios y a las expectativas de la comunidad empresarial". La nueva ley amplía la jornada laboral máxima de 10 a 12 horas diarias y de 50 a 60 horas semanales. Sin embargo, el horario normal de trabajo sigue siendo de ocho horas diarias y 40 horas semanales.
Su gobierno aplicó una política de recorte del gasto público, especialmente en el sector social. Una reforma de las prestaciones sociales mínimas disminuye la cuantía concedida a las familias con más de dos hijos, mientras que se endurecen las condiciones de atribución para los extranjeros. El presupuesto de la agencia de empleo austriaca se reducirá un 30% en 2018. Se reducen las prestaciones a los desempleados con enfermedades y se suprime el programa de reinserción laboral Aktion 20.000 para desempleados mayores de 50 años.
No obstante, en mayo de 2019 el líder del FPÖ y vicecanciller Heinz-Christian Strache renunció al gobierno y dejó la dirección del partido debido a un escándalo de corrupción conocido como ‘caso Ibiza’. Kurz comunicó su intención de convocar elecciones anticipadas. Poco después, todos los ministros del FPÖ abandonaron el gabinete en bloque luego de que Kurz intentara destituir al ministro del Interior Herbert Kickl. Todo esto ocurrió después de que se hiciera público un video donde el vicecanciller Strache se mostraba dispuesto a otorgar contratos públicos a Rusia a cambio de una cobertura favorable en los medios para su partido. Kurz renovó su gobierno integrando a tecnócratas para reemplazar a los ministros del FPÖ.
El 27 de mayo de 2019, Kurz fue destituido de su cargo tras aprobarse una moción de censura en su contra por el parlamento aprobada por SPÖ, FPÖ y JETZT. El presidente Van der Bellen lo reemplazó con Brigitte Bierlein al mes siguiente.
Tras las elecciones generales anticipadas de 2019, el ÖVP liderado por Kurz obtuvo nuevamente la victoria con el 37,5% de los votos. Tras formar una coalición de gobierno con Los Verdes, Kurz regresó al poder el 7 de enero de 2020.

### Escándalo de corrupción y renuncia
En octubre de 2021 aparecieron denuncias de que presuntamente Kurz había utilizado fondos públicos para sobornar periodistas, para que le dieran a él y a su partido una cobertura mediática favorable. Esto llevó a que las oficinas de Kurz y la sede del ÖVP fueran registradas por la fiscalía.
El 9 de octubre de 2021, pese a declarar su inocencia, Kurz anunció que renunciaría como Canciller y designó a su ministro de Asuntos Exteriores Alexander Schallenberg para sucederlo.

### Portavoz parlamentario del ÖVP y "cancillería en la sombra"
Desde la renuncia de Kurz como canciller, los medios de comunicación, los políticos, los analistas políticos y el público en general se han referido a él como un "canciller en la sombra", que sigue siendo el jefe de Gobierno de facto; aunque el propio Kurz lo ha desestimado. Como líder del partido principal de la coalición gobernante, Kurz sigue siendo la fuerza impulsora en lo que respecta a la legislación; indirectamente retiene el control sobre los ministerios gubernamentales más importantes, ya que están encabezados por sus designados partidistas, quienes continuamente han expresado su inquebrantable fidelidad; como líder del grupo parlamentario más grande, Kurz puede presentar una moción de censura, que es casi seguro que se apruebe, apuntando a miembros individuales del gabinete o al gabinete completo en cualquier momento.
El 11 de octubre de 2021, Kurz fue elegido por unanimidad líder del Partido Popular en el Consejo Nacional. Tres días después, Kurz juró oficialmente como miembro del parlamento. El 15 de octubre, la Fiscalía Económica y de Corrupción (WKStA) presentó una solicitud de extradición ante el Consejo Nacional para levantar su inmunidad legal; el Partido Popular "acogió con satisfacción" la solicitud, ya que "permitiría a Kurz refutar las acusaciones de corrupción".
En la primera semana de su mandato como canciller, Alexander Schallenberg reafirmó en múltiples ocasiones que busca una "cooperación muy estrecha" con Kurz y que mantendría las direcciones políticas del ex canciller.